# David Schloffer
David Schloffer (ur. 28 kwietnia 1992 w Hartmannsdorf) – austriacki piłkarz występujący na pozycji pomocnika. Wychowanek zespołu Sturm Graz, w którym grał do sezonu 2014/2015. W roku 2015 został wypożyczony do trzecioligowego klubu niemieckiego SV 07 Elversberg. Po sezonie gry na wypożyczeniu w Niemczech został na stałe sprzedany do drużyny FC Wacker 90 Nordhausen.

## Kariera reprezentacyjna
Wystąpił w czterech mechach reprezentacji Austrii U-21. 10 października 2013 wystąpił w meczu eliminacyjnym do ME U-21 2015 w meczu przeciwko reprezentacji Węgier, przegranym przez drużynę Austrii 0:2.